# 197e Infanteriedivisie (Wehrmacht)
De 197e Infanteriedivisie (Duits: 197. Infanterie-Division) was een Duitse infanteriedivisie tijdens de Tweede Wereldoorlog. De divisie kwam kort in actie in de veldtocht tegen Frankrijk in 1940. Vanaf juni 1941 was de divisie in actie aan het oostfront, altijd in de centrale sector (Heeresgruppe Mitte). De divisie werd vernietigd in het Sovjet zomeroffensief 1944 in Wit-Rusland in juni 1944 bij Vitebsk.

## Geschiedenis

### Oprichting en training
De 197e Infanteriedivisie werd opgericht op 1 december 1939 bij Posen in Wehrkreis XXI. De 197e Infanteriedivisie was een divisie van de 7e Aufstellungswelle. Deze Welle werd samengesteld eind 1939, toen de Wehrmacht zich voorbereidde op de Slag om Frankrijk. In deze 7e Welle-eenheden werden de antitankdetachementen ondersteund door een fietscompagnie. Ze waren bewapend met Duits materieel, in plaats van met het Tsjechoslowaakse materieel van de 5e en 6e Welle. Tegen 8 januari 1940 was de divisie op volledige sterkte nadat Landwehr-Infanterie-Regiment 183 overgenomen werd, die werd omgedoopt in Infanterie-Regiment 347. In december 1939 werd de divisie als bezettingsmacht ingezet in Polen, waar ze eenheidstrainingen uitvoerde. 

### Veldtocht in Frankrijk
In maart 1940 verhuisde de divisie naar de omgeving van Trier. In mei 1940 verhuisde de divisie naar de Westwall van Saarland. Vanaf 17 juni 1940 rukte de divisie op over de Seille en over het Marne-Rijnkanaal en trok door in de Maginotlinie ten zuidwesten van Saarbrücken bij Château-Salins. De divisie nam vervolgens deel aan de laatste gevechten aan de Moezel en in de Vogezen. Na de wapenstilstand lag de divisie aan de demarcatielijn en werd in juli 1940 als bezettingsmacht in Frankrijk ingezet. Medio juli 1940 verhuisde de divisie naar Zuid-Nederland (Brabant en Zeeland) als bezettingsmacht en als kustbescherming. Hier maakte de divisie zich klaar voor de landing in Engeland. Eind februari 1941 werd de divisie overgeplaatst naar de regio Mannheim-Landau om de training van de eenheid af te ronden. 

### Operatie Barbarossa
Op 21 juni 1941 werd de divisie op de trein geladen en naar het oosten vervoerd. Bij Łochów werd de divisie gelost en gereedgemaakt bij de demarcatielijn. Vanaf 26 juni marcheerde de divisie over de Westelijke Boeg naar de Berezina. Bij Brok/ Małkinia Górna werd de Boeg overgestoken en in drie nachtelijke geforceerde marsen volgde de divisie als korpsreserve de voorste spitsen. Van 1 tot 6 juli 1941 vocht de divisie om het Poolse Woud van Białowieża als onderdeel van de Slag om Białystok-Minsk. De divisie hervatte vervolgens de opmars en trok door Baranavitsjy op 11 juli 1941. Van 19 tot 23 juli marcheerde de divisie van de Berezina naar de Dnjepr en bereikte op 22 juli de Drut. In de nacht van 24 juli stak het de Dnjepr over en rukte op 28 juli op naar de Szosh, die tegen 31 juli kon worden overgestoken. Van 1 tot 8 augustus 1941 nam de divisie deel aan de Slag bij Roslavl en vervolgens aan de verdedigingsgevechten in dit gebied. Van 14 augustus tot 1 oktober 1941 nam de divisie een verdedigingslinie over aan weerszijden van de weg Roslavl - Joechnov. 

### Opmars naar Moskou
Op 2 oktover begon Operatie Taifun, de opmars naar Moskou. De divisie forceerde de Desna-oversteek en nam deel aan de Slag bij Vjazma. Vervolgens zuiverde de divisie het gebied rond Vjazma op 16 oktober en nam vervolgens deel aan de doorbraak door de verdedigingspositie van Moskou. Er volgden gevechten ten westen van Moskou, vooral rond het knooppunt Shalikovo - Dorokhovo, ongeveer 20 km ten oosten van Mozhaisk. Van 5 december 1941 tot 13 januari 1942 nam de divisie deel aan de verdedigingsgevechten buiten Moskou, waar veel soldaten ernstige bevriezing opliepen.

### Verdediging in de centrale sector

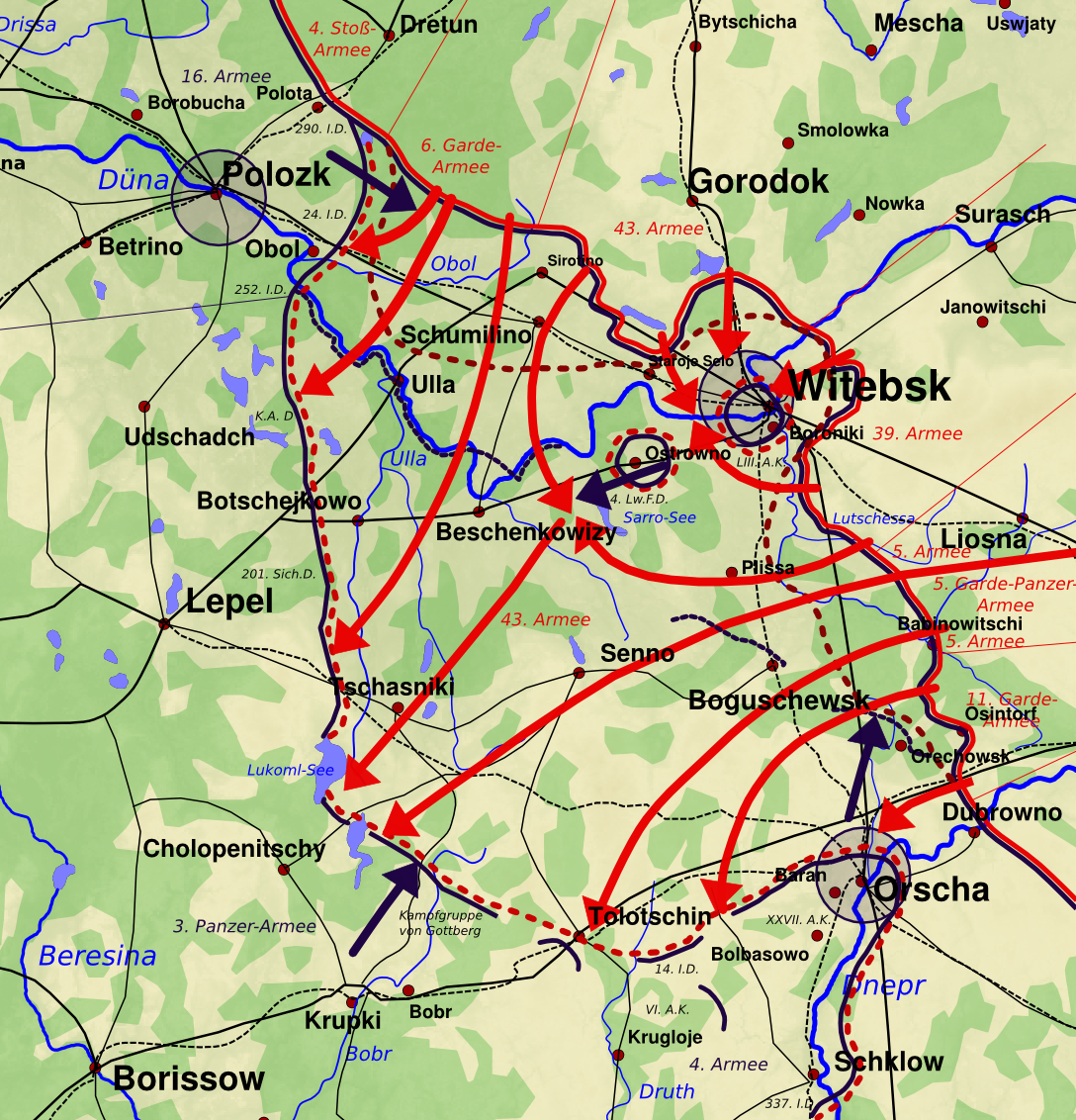
Kaart van het Vitebsk–Orsja Offensief

Op 24 januari 1942 had de divisie zich teruggetrokken naar de positie in Gzjatsk, die tot mei 1942 werd bezet. Toen kreeg de divisie het bevel om deel te nemen aan Operatie Hannover, de vernietiging van de "Groep Belov" en verschillende partizanengroepen in de achterste bosgebieden van het front. Medio juni waren de vijandelijke troepen bij Dorogoboezj vernietigd. De divisie werd vervolgens teruggetrokken naar Doechovsjtsjina en er volgde een verplaatsing naar de Starina - Swity – Bely-corridor. Van 7 tot 12 juli nam de divisie vervolgens deel aan de offensieve gevechten ten oosten van Bely, in Operatie Seydlitz. Dit werd gevolgd door de defensieve strijd in het gebied Rzjev-Velizj, die duurde tot september 1942. Er ontstonden zware gevechten in de aanvalsgevechten om Goeki en Petrokaje. Vanaf 25 november 1942 verdedigde de divisie zich in het gebied ten zuidoosten van Toropets. Begin 1943 volgde de strijd in het Sytsjovka-gebied, en in maart 1943 werd de divisie verplaatst naar de linie ten oosten van Velizj - Doechovsjtsjina - Dorogoboezj (Operatie Büffel). De divisie bleef tot september 1943 in de "Büffelpositie". 
Medio september 1943 werd de divisie getroffen door de Sovjet Operatie Soevorov en dat leidde tot het terugvallen naar de "Panther"-positie en vanaf half oktober 1943 zware defensieve gevechten ten oosten van Orsja. Op 2 november 1943 werden twee bataljons opgeheven als gevolg van (te) zware verliezen. De Divisiegroep 52 (resten van de opgeheven 52e Infanteriedivisie werden opgenomen als aanvulling. Medio december 1943 werd de uitgeputte divisie overgeplaatst naar het gebied ten noordoosten van Vitebsk als legerreserve van 3e Pantserleger. Kort na deze verfrissing werd de divisie in januari 1944 overgeplaatst naar het 9e Legerkorps en ten oosten van Vitebsk gepositioneerd. Ook hier moest de divisie zware Russische aanvallen afslaan. 

### Einde
Op 23 juni 1944 opende de Sovjets hun Vitebsk–Orsja Offensief, deel van Operatie Bagration. De divisie lag net zuidelijk van Vitebsk en werd al op de eerste dag volledig overlopen door de aanvallende Sovjettroepen. De verbinding met de rest van het 6e Legerkorps ging verloren en daarom kwam de divisie onder bevel van het 53e Legerkorps. Dit legerkorps, rond Vitebsk, moest zich in de ochtend van 27 juni 1944, geheel omsingeld in twee pockets, overgeven. Daarmee was ook de 197e Infanteriedivisie op 27 juni 1944 vernietigd in de pocket rond Ostrovno. Slecht resten van de divisie konden ontkomen. 
Op 22 juli 1944 werden de resten van de 197e Infanteriedivisie opgenomen in Korps-Abteilung H, samen met de resten van de 95e en 256e Infanteriedivisies. De staf van de 197e Infanteriedivisie vormde daarbij de staf van de Korps-Abteilung.

## Commandanten
| Rang                                               | Naam                   | Begin            | Eind             |
| -------------------------------------------------- | ---------------------- | ---------------- | ---------------- |
| Generalmajor vanaf 1 november 1941 Generalleutnant | Hermann Meyer-Rabingen | 1 december 1939  | 1 april 1942     |
| Oberst vanaf 1 april 1942 Generalmajor             | Ehrenfried Böge        | 1 april 1942     | 15 november 1943 |
| Generalmajor                                       | Eugen Wößner           | 15 november 1943 | 14 maart 1944    |
| Oberst vanaf 1 juli 1944 postuum Generalmajor      | Hans Hahne             | 14 maart 1944    | 24 juni 1944 †   |

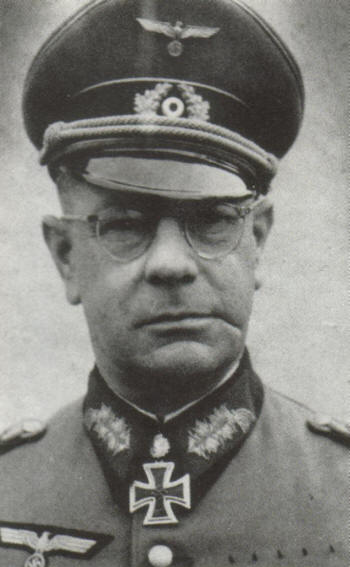
Generaal Ehrenfried Böge, hier in 1944

Oberst Hahne geldt als vermist in de Kessel van Vitebsk.

## Bovenliggende bevelslagen
| Legerkorps           | Leger          | Legergroep         | Plaats/regio                      | Begin               | Eind             |
| -------------------- | -------------- | ------------------ | --------------------------------- | ------------------- | ---------------- |
| Stellv.Gen.Kdo. XXI  |                | Wehrkreis XXI      | Posen                             | 1 december 1939     | 15 maart 1940    |
| Stellv.Gen.Kdo. II   |                | Wehrkreis II       | Stettin                           | 16 maart 1940       | 24 mei 1940      |
| 24e Legerkorps       | 1. Armee       | Heeresgruppe C     | mei 1940                          | juni 1940           |                  |
| H.Kdo. z.b.V. XXXVII |                |                    | Nederland                         | 22 juli 1940        | 23 februari 1941 |
| 50e Legerkorps       | 2. Armee       | Heeresgruppe C     | Heimat                            | 24 februari 1941    | 7 maart 1941     |
| 55e Legerkorps       | 2. Armee       | Heeresgruppe C     | Heimat                            | 8 maart 1941        | 1 april 1941     |
| 11. Armee            | Heeresgruppe C | Heimat             | 1 april 1941                      | 25 april 1941       |                  |
| direct onder bevel   | 11. Armee      |                    | Heimat                            | 26 april 1941       | 19 mei 1941      |
| direct onder bevel   | 2. Armee       | OKH-reserve        | Heimat                            | 20 mei 1941         | 19 juni 1941     |
| H.Kdo. z.b.V. XXXV   |                | OKH-reserve        | Heimat                            | 20 juni 1941        | 24 juni 1941     |
| 7e Legerkorps        | 2. Armee       | Heeresgruppe Mitte | Bialystok                         | 24 juni 1941        | 29 juni 1941     |
| H.Kdo. z.b.V. XXXV   | 2. Armee       | Heeresgruppe Mitte | Bialystok, Minsk                  | 30 juni 1941        | 2 juli 1941      |
| 43e Legerkorps       | 2. Armee       | Heeresgruppe Mitte | Slonim                            | 3 juli 1941         | 11 juli 1941     |
| 7e Legerkorps        | 2. Armee       | Heeresgruppe Mitte | Bobruisk                          | 12 juli 1941        | 21 juli 1941     |
| direct onder bevel   | 2. Armee       | Heeresgruppe Mitte | Bobruisk                          | 22 juli 1941        | 25 juli 1941     |
| 7e Legerkorps        | 2. Panzerarmee | Heeresgruppe Mitte | Roslavl, Smolensk                 | 26 juli 1941        | augustus 1941    |
| 7e Legerkorps        | 4. Armee       | Heeresgruppe Mitte | Vjazma                            | september 1941      | oktober 1941     |
| 7e Legerkorps        | 4. Panzerarmee | Heeresgruppe Mitte | Moskou, Moshaisk                  | november 1941       | 19 februari 1942 |
| 9e Legerkorps        | 4. Panzerarmee | Heeresgruppe Mitte | Gshatsk                           | 20 februari 1942    | 16 maart 1942    |
| 7e Legerkorps        | 4. Panzerarmee | Heeresgruppe Mitte | Gshatsk                           | 17 maart 1942       | 19 april 1942    |
| 9e Legerkorps        | 3. Panzerarmee | Heeresgruppe Mitte | Gshatsk                           | 20 april 1942       | 9 mei 1942       |
| 46e Gem. Korps       | 9. Armee       | Heeresgruppe Mitte | Spass-Demensk                     | 10 mei 1942         | 31 mei 1942      |
| 43e Legerkorps       | 9. Armee       | Heeresgruppe Mitte | Spass-Demensk                     | 1 juni 1942         | 15 juni 1942     |
| 46e Gem. Korps       | 9. Armee       | Heeresgruppe Mitte | Dorogobush                        | 16 juni 1942        | 19 juni 1942     |
| Gr Esebeck           | 9. Armee       | Heeresgruppe Mitte | Bely                              | 20 juni 1942        | 6 juli 1942      |
| 41e Gem. Korps       | 9. Armee       | Heeresgruppe Mitte | Bely                              | 6 juli 1942         | 10 juli 1942     |
| 41e Pantserkorps     | 9. Armee       | Heeresgruppe Mitte | Bely                              | 10 juli 1942        | 14 juli 1942     |
| 23e Legerkorps       | 9. Armee       | Heeresgruppe Mitte | Bely                              | 15 juli 1942        | 15 oktober 1942  |
| 6e Legerkorps        | 9. Armee       | Heeresgruppe Mitte | Bely                              | 16 oktober 1942     | 11 maart 1943    |
| 41e Pantserkorps     | 4. Armee       | Heeresgruppe Mitte | Doechovsjtsjina                   | 12 maart 1943       | 16 maart 1943    |
| 23e Legerkorps       | 4. Armee       | Heeresgruppe Mitte | Doechovsjtsjina                   | 17 maart 1943       | 20 maart 1943    |
| 27e Legerkorps       | 4. Armee       | Heeresgruppe Mitte | Doechovsjtsjina, Doebrovno, Orsja | 21 maart 1943       | 15 december 1943 |
| 53e Legerkorps       | 3. Panzerarmee | Heeresgruppe Mitte | Vitebsk                           | medio december 1943 | februari 1944    |
| 6e Legerkorps        | 3. Panzerarmee | Heeresgruppe Mitte | Vitebsk                           | maart 1944          | 23 juni 1944     |
| 53e Legerkorps       | 3. Panzerarmee | Heeresgruppe Mitte | Vitebsk                           | 23 juni 1944        | 27 juni 1944     |

## Samenstelling
- Infanterie-Regiment 321
- Infanterie-Regiment 332
- Infanterie-Regiment 347
- Artillerie-Regiment 229 (vier Abteilungen)
- Panzerjäger-Abteilung 229 (antitankbataljon)
- Pionier-Bataillon 229 (geniebataljon)
- Nachrichtenabteilung 229 (verbindingsbataljon)
- Nachschubstruppen (bevoorradingstroepen)